# Bürmeringen
Bürmeringen (luxemburgisch Boermerengⓘ; französisch Burmerange) ist eine Ortschaft der luxemburgischen Gemeinde Schengen. Bis Ende 2011 war Bürmeringen der Hauptort der gleichnamigen Gemeinde, die zum Kanton Remich gehörte. Die Gemeinde Bürmeringen wurde zum 23. November 2011 mit den Gemeinden Wellenstein und Schengen zu einer neuen Gemeinde fusioniert, die den Namen Schengen erhielt.

## Einige Zahlen zum ehemaligen Gemeindegebiet
- Einwohner: 
  - 1991: 522
  - 2002: 960 davon 196 Ausländer (= 21 %)
  - 2011: 1054

- Gesamtfläche: 13,80 km²
  - Fläche von den Gemeindewäldern: 0,63 km²
  - Landwirtschaftlich genutzte Fläche: 11,21 km²

- Betriebe:3
  - Landwirtschaftliche Betriebe:3

Ungefähr 80 Prozent der aktiven Einwohner arbeiteten außerhalb der Gemeinde.

## Geschichte
Bürmeringen wurde zum ersten Mal 842 in einer Urkunde von Kaiser Lothar I. als Boinbringas genannt. Elvingen wurde 739 zum ersten Mal als Aigevingen genannt. Emeringen wurde 907 zum ersten Mal als Ombringas genannt.
Zwischen 1659 und 1769 unter französischer Herrschaft (zusammen unter anderem mit Bad Mondorf, Dalheim und Bous) im Gegensatz zum Rest des Landes (z. B. Remich, Wellenstein und Remerschen) was als Herzogtum Luxemburg (abwechselnd unter spanischer, französischer und österreichischer Herrschaft) existiert hat.

## Zusammensetzung der früheren Gemeinde
Die ehemalige Gemeinde bestand aus den Ortschaften:
- Bürmeringen
- Elvingen
- Emeringen